# Lindita Halimi
Lindita Halimi (Viti, 24 maart 1989) is een Kosovaarse zangeres.

## Biografie
Halimi startte haar muzikale carrière op zeventienjarige leeftijd, maar werd pas echt populair toen ze in 2009 Top Fest won, een Albanese talentenjacht. In december 2014 nam ze deel aan Festivali i Këngës, het meest prestigieuze Albanese muziekconcours dat ook dienstdoet als preselectie voor het Eurovisiesongfestival. Met S'të fal eindigde ze op de derde plek. Twee jaar later tekende ze wederom present, met Botë. Ditmaal won ze het festival, waardoor ze Albanië mocht vertegenwoordigen op het Eurovisiesongfestival 2017 in Oekraïne. Tijdens het festival werd het nummer gezongen in het Engels, onder de titel World. Ze kon er niet doorstoten tot de finale.
2004: Anjeza Shahini · 
2005: Ledina Çelo · 
2006: Luiz Ejlli · 
2007: Aida & Frederik Ndoci · 
2008: Olta Boka · 
2009: Kejsi Tola · 
2010: Juliana Pasha · 
2011: Aurela Gaçe · 
2012: Rona Nishliu · 
2013: Adrian Lulgjuraj & Bledar Sejko · 
2014: Hersjana Matmuja · 
2015: Elhaida Dani · 
2016: Eneda Tarifa · 
2017: Lindita · 
2018: Eugent Bushpepa · 
2019: Jonida Maliqi · 
2021: Anxhela Peristeri · 
2022: Ronela Hajati · 
2023: Albina & Familja Kelmendi · 
2024: Besa · 
2025: Shkodra Elektronike
- Bibliothèque nationale de France: cb171533524 (data)
- International Standard Name Identifier: 0000 0004 6353 9046
- MusicBrainz: a5528b8d-6524-4af9-aec1-b7eee86193f9
- Virtual International Authority File: 3190150749002916420002